# B-1,3-galaktozil-O-glikozil-glikoprotein b-1,6-N-acetilglukozaminiltransferaza
B-1,3-galaktozil-O-glikozil-glikoprotein b-1,6--acetilglukozaminiltransferaza (EC 2.4.1.102, O-glikozil-oligosaharid-glikoprotein N-acetilglukozaminiltransferaza I, beta6-N-acetilglukozaminiltransferaza, uridin difosfoacetilglukozamin-mucin beta-(1->6)-acetilglukozaminiltransferaza, jezgro 2 acetilglukozaminiltransferaza, jezgro 6-beta-GlcNAc-transferaza A, UDP-N-acetil--glukozamin:O-glikozil-glikoprotein (-acetil--glukozamin za N-acetil--galaktozamina beta-D-galaktozil-1,3-N-acetil--galaktozaminil-R) beta-1,6-N-acetil--glukozaminiltransferaza) je enzim sa sistematskim imenom UDP-N-acetil--glukozamin:O-glikosil-glikoprotein (-acetil--glukozamin to N-acetil--galaktozamin of beta-D-galaktozil-(1->3)--acetil--galaktozaminil-R) 6-beta-N-acetil--glukozaminiltransferaza. Ovaj enzim katalizuje sledeću hemijsku reakciju
UDP--acetil--glukozamin + beta--galaktozil-(1->3)--acetil--galaktozaminil-R {\displaystyle \rightleftharpoons } UDP + beta--galaktozil-(1->3)-[-acetil-beta-D-glukozaminil-(1->6)]--acetil--galaktozaminil-R

## Literatura
- Nicholas C. Price; Lewis Stevens (1999). Fundamentals of Enzymology: The Cell and Molecular Biology of Catalytic Proteins (Third изд.). USA: Oxford University Press. ISBN 019850229X.
- Eric J. Toone (2006). Advances in Enzymology and Related Areas of Molecular Biology, Protein Evolution (Volume 75 изд.). Wiley-Interscience. ISBN 0471205036.
- Branden C; Tooze J. Introduction to Protein Structure. New York, NY: Garland Publishing. ISBN 0-8153-2305-0.
- Irwin H. Segel. Enzyme Kinetics: Behavior and Analysis of Rapid Equilibrium and Steady-State Enzyme Systems (Book 44 изд.). Wiley Classics Library. ISBN 0471303097.

## Spoljašnje veze
- Beta-1,3-galactosyl-O-glycosyl-glycoprotein+beta-1,6-N-acetylglucosaminyltransferase на 